# Medalla por la Distinción Laboral
La Medalla por la Distinción Laboral (en kazajo: Ерен еңбегі үшін медалі) es una condecoración civil estatal otorgada por la República de Kazajistán, establecida en virtud de la Ley de Premios Estatales de la República de Kazajistán (N.º 2676 del 12 de diciembre de 1995).

## Descripción
La Medalla por la Distinción Laboral se otorga a ciudadanos kazajos y extranjeros por logros laborales en la economía, la esfera social, la ciencia, la cultura y el servicio público.
La medalla es circular y estriada, hecha de latón. En el anverso se puede leer la inscripción «Ерен Еңбегі Үшін» escrito en tres líneas, con una rama de olivo situada a la izquierda de la inscripción y adornos nacionales kazajos encima y debajo del texto. La medalla está conectada con un ojal y un anillo a un bloque hexagonal cubierto con una cinta de muaré de seda hecha en el color azul claro nacional con una franja azul oscuro en el centro. En el extremo inferior de la cinta hay un elemento intrincado con la forma de un adorno kazajo.
Fue acuñada en la Casa de la Moneda de Kazajistán en Ust-Kamenogorsk.